# Europäisches Jugendparlament
Das Europäische Jugendparlament in Deutschland e. V. (engl. European Youth Parliament in Germany; kurz: EJP) ist ein eingetragener, gemeinnütziger Verein, der sich der europapolitischen Bildung verschrieben hat. Zu diesem Zweck organisiert der Verein deutschlandweit Simulationen des Europäischen Parlamentes.

## Europäisches Jugendparlament in Deutschland e.V.
Das EJP repräsentiert in Deutschland das European Youth Parliament (EYP) – ein Netzwerk aus 40 nationalen Organisationen, die sich gemeinsam für die europapolitische Bildung junger Menschen einsetzen. Jedes Jahr organisiert das EJP bis zu zehn Parlamentssimulationen in Deutschland, bei denen Jugendliche aus Europa beteiligt sind. So erreichte das EJP Deutschland 2015 mit seiner Arbeit ca. 2000 Jugendliche; europaweit rund 35.000 Jugendliche.

### Zielsetzung
Die Veranstaltungen zielen darauf ab, den Jugendlichen das Grundlagenwissen und die Werte der Europäischen Union zu vermitteln, demokratische Strukturen greifbar zu machen, und den kulturellen Austausch über die Grenzen der Mitgliedstaaten hinaus zu fördern. Auf diese Weise sollen Partizipation und Verantwortung Jugendlicher für Europa gefördert werden. Der Verein wird ausschließlich von Schülern und Studierenden im Ehrenamt getragen und ist überparteilich organisiert.

### Vorstand
Der Vorstand des EJP wird turnusgemäß für eine Dauer von zwei Jahren durch die Vereinsmitglieder mit einfacher Mehrheit gewählt. Er besteht satzungsgemäß aus acht Vorstandsmitgliedern, von denen zwei den Vorsitz bilden. Insgesamt sind 5 Mitglieder vertretungsberechtigt. Im Vereinsjahr 2023/24 setzt sich der Vorstand wie folgt zusammen:
| Name            | Ressort                                                  |
| --------------- | -------------------------------------------------------- |
| Paul Gerring    | Vorstandsvorsitzender                                    |
| Till Frühauf    | Stellvertretender Vorstandsvorsitzender Human Ressources |
| Nele Klausmeyer | Schatzmeisterin                                          |
| Franzi Mertens  | Finanzielle Ressourcen                                   |
| Ben Hilgemann   | Outreach und Trainings                                   |
| Luca Gaurieder  | Nationaler Auswahlprozess                                |
| Ida Kessner     | Presse- und Öffentlichkeitsarbeit                        |
| Emma Knochel    | Internationale Koordination                              |

| Name           | Ressort                                                           |
| -------------- | ----------------------------------------------------------------- |
| Verona Bähr    | Vorstandsvorsitzende                                              |
| Fritz Fehlert  | Stellvertretender Vorstandsvorsitzender Nationaler Auswahlprozess |
| Johann Davies  | Finanzielle Ressourcen                                            |
| Mike Eichert   | Schatzmeister                                                     |
| Colin Gutsche  | Internationale Koordination                                       |
| Frederik Reiff | Human Resources                                                   |
| Lasse Storm    | Presse- und Öffentlichkeitsarbeit                                 |
| Judith Wolff   | Outreach und Trainings                                            |

### Kuratorium
Das nationale Kuratorium bilden Katarina Barley, David McAllister, Hans-Gert Pöttering, André Schmitz und Michaele Schreyer.

## Veranstaltungen

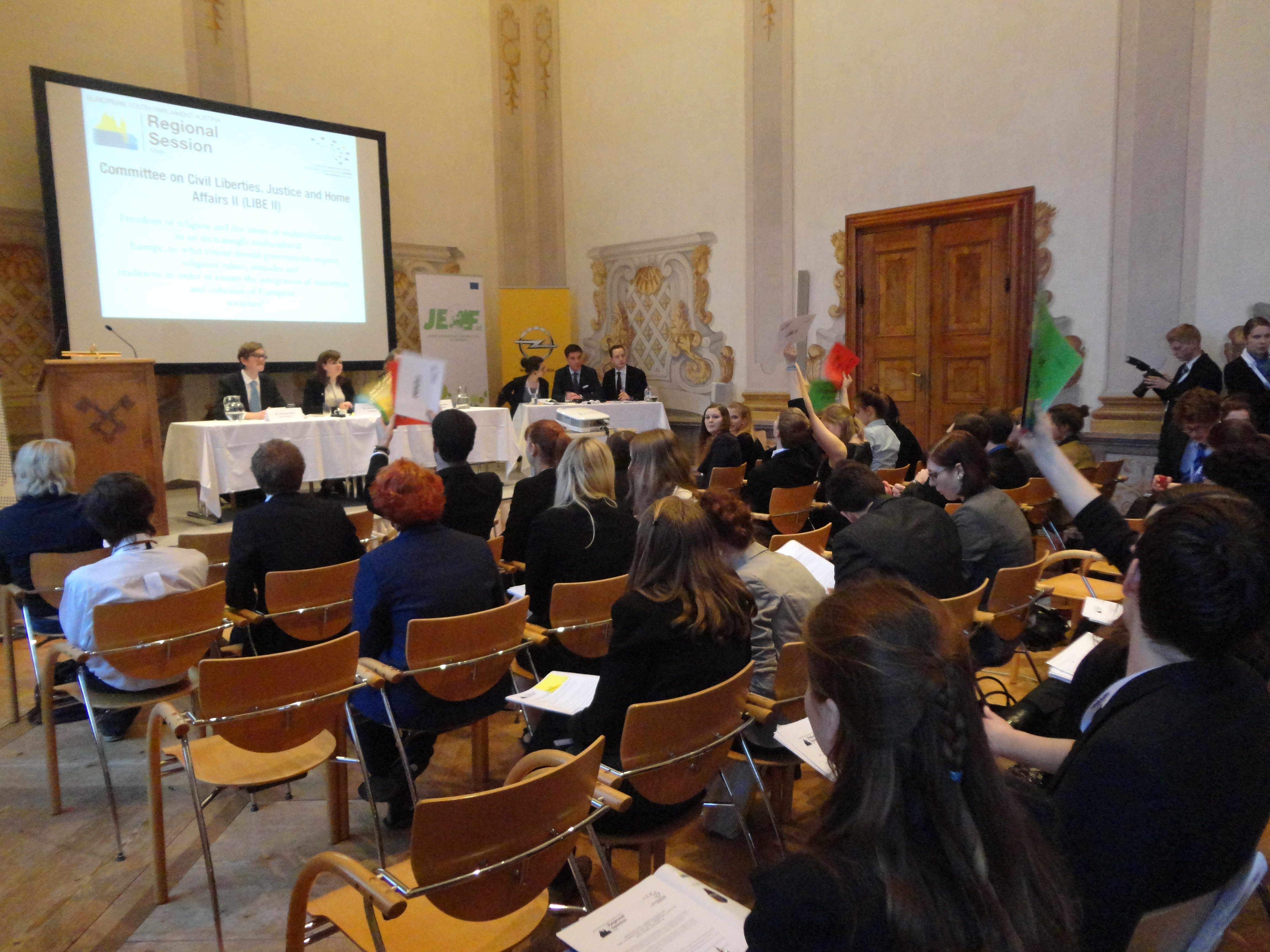
General Assembly der EYP-Session im Februar 2014, Stift Melk.

Das zentrale Element der Vereinsarbeit ist die Ausrichtung von erweiterten Simulationen des Europäischen Parlamentes. Jede Veranstaltung folgt dabei einem über 30 Jahre erprobten Aufbau und ist einem von drei Projektsträngen zugeordnet.

### Aufbau
Jede Sitzung besteht aus drei Basismodulen: gruppendynamisches Kommunikationstraining (Teambuilding), Ausschussarbeit (Committee Work) und parlamentarische Vollversammlung (General Assembly). Für die Sitzung werden die teilnehmenden Jugendlichen in themenspezifische Ausschüsse aufgeteilt. Die Leitung der Ausschüsse wird durch Alumni des European Youth Parliaments aus Europa übernommen. Die Sitzungen werden durch ein akademisches und kulturelles Rahmenprogramm ergänzt.

#### Gruppendynamisches Kommunikationstraining (Teambuilding)
Das gruppendynamische Kommunikationstraining schafft gegenseitiges Vertrauen und eine gemeinsame Motivation. Durch grundlegende Kennenlernspiele und problemlösungsorientierte Aufgaben erkennen die Delegierten ihre Stärken und Schwächen und lernen, als geschlossenes Team zu agieren. So entwickeln sie die wichtigsten Voraussetzungen für die inhaltliche Arbeit an einer gemeinsamen Resolution.

#### Ausschussarbeit (Committee Work)
Die Ausschussarbeit dient der inhaltlichen Auseinandersetzung mit einer vorgegebenen, europapolitischen Fragestellung, die auf das Oberthema der jeweiligen Sitzung abgestimmt ist. Die Delegierten tragen ihre Ergebnisse in einer Resolution nach dem Vorbild des Europäischen Parlamentes zusammen. Diese analysiert in einem ersten Teil die gegenwärtige Situation und stellt in einem zweiten Schritt Lösungsansätze vor, die die Vision junger Menschen widerspiegelt.

#### Parlamentarische Vollversammlung (General Assembly)
Den Abschluss einer Sitzung des EJP bildet die Parlamentarische Vollversammlung. Gemäß den Regeln des Europäischen Parlamentes stellt jeder Ausschuss seine Resolution in der Parlamentarischen Vollversammlung vor. Die Debatten der Jugendlichen werden meist durch anwesende Vertretern aus Politik und Wirtschaft verfolgt. Nach Verteidigungs- und Angriffsreden folgen Debatten, eine zusammenfassende Rede und schließlich die Abstimmung über die Resolution. Die diskutierten Vorschläge werden im Anschluss an Politiker und Entscheidungsträger sowie Unterstützer der jeweiligen Sitzung weitergeleitet.

#### Akademisches und Kulturelles Rahmenprogramm
Die einzelnen Veranstaltungselemente werden durch ein vielschichtiges Rahmenprogramm erweitert. Dies besteht beispielsweise aus mehrstündigen Gesprächen mit Experten zu den jeweiligen Ausschussthemen und halbtägigen Sport- und Kulturprogrammen.

### Projektstränge
Die erweiterten Parlamentssimulationen des EJP lassen sich in drei Projektstränge untergliedern: Nationaler Auswahlprozess, Internationale Foren sowie Azubi- und Schülerforen. Die Projektstränge unterscheiden sich in der Veranstaltungssprache, der Sitzungsdauer und des Alters der Teilnehmenden. Diese Aufteilung zielt darauf ab, allen Schulformen in Deutschland gerecht zu werden.

#### Nationaler Auswahlprozess
In dem seit 1990 jährlich stattfindenden Schülerwettbewerb wählt das EJP die Jugendlichen aus, die Deutschland auf den nächsten Internationalen Sitzungen des European Youth Parliament vertreten werden. Zunächst werden 30 Schuldelegationen (à sieben Teilnehmende) und 30 Einzelbewerber ausgewählt und zu einer der drei Regionalen Auswahlsitzungen in Deutschland eingeladen. Dazu müssen sie zu einem ausgewählten Thema eine Themenübersicht anfertigen. Auf den Regionalen Auswahlsitzungen bewertet eine vierköpfige Jury die Arbeit der Schüler auf Grundlage verschiedener Kriterien wie z. B. Sprachkenntnisse, inhaltliche Qualität ihrer Beiträge und Partizipation. Letztlich wählt die Jury jeweils die besten drei Schuldelegationen sowie Einzelbewerber aus, die im Anschluss zur Nationalen Auswahlsitzung eingeladen werden. Jährlich nehmen ca. 300 Jugendliche aus Deutschland an dem Wettbewerb teil. 2019 fand die Nationale Auswahlsitzung Anfang Juni in Kiel statt.

#### Internationale Foren
Neben dem Nationalen Auswahlprozess veranstaltet das EJP jedes Jahr Internationale (Akademische) Foren, bei denen etwa 120 Delegierte aus ganz Europa zusammenkommen. Die Teilnehmenden sind regelmäßig zwischen 18 und 25 Jahren alt und debattieren zu aktuellen europäischen Herausforderungen in englischer Sprache. In der Vergangenheit lauteten die thematischen Schwerpunkte etwa Europäische Konferenz der Menschenrechte 2012 in Nürnberg, Internationale Energieforum 2013 in Essen oder Europäische Außen- und Friedenspolitik 2018 in Augsburg. Der Verein bietet so die Möglichkeit, außerhalb des Nationalen Auswahlprozesses an Sitzungen des EJP teilzunehmen und europäische Politik zu erleben.

#### Europaforen für Auszubildende und Schulen
Seit Anfang 2010 führt das EJP im Rahmen des Projekts „EJP in der Schule“ an Schulen zwei-  bis dreitägige Parlamentssimulationen in deutscher Sprache durch, an denen jeweils rund 60–100 Jugendliche teilnehmen. Diese Projekte richten sich an Schüler im Alter von 14–25 Jahren ab Klassenstufe 9 aller Schulformen, inklusive berufsbildender Schulen.

### Positionen
Die Teilnahme an einer Veranstaltung des EJP kann in verschiedenen Rollen erfolgen. Diese variieren je nach Grad der notwendigen Erfahrung und inhaltlichen Ausrichtung.

#### Delegierte
Die Delegierten sind regelmäßig zwischen 14 und 25 Jahren alt (je nach Projektstrang) und kommen neben Deutschland auch aus dem europäischen Ausland. Sie werden durch ein offenes Bewerbungsverfahren ausgewählt. Während der erweiterten Parlamentssimulation schlüpfen sie in die Rolle eines Europaabgeordneten. Sie werden einem Ausschuss zugeteilt, erarbeiten gemeinsam mit acht bis zehn anderen Delegierten eine Resolution und verteidigen diese während der Parlamentarischen Vollversammlung. Hierbei vertreten sie durchweg ihre eigene politische Meinung.

#### Projektmitarbeitende
Die Projektmitarbeitenden bilden gemeinsam das gut 20-köpfige Organisationsteam. Parallel zur Schule, dem Studium oder der Ausbildung sind sie für ein halbes Jahr in die Planung und Umsetzung der Sitzung eingebunden. Sie kommen aus ganz Deutschland und rekrutieren sich in weiten Teilen aus den Delegierten vergangener Veranstaltungen. Sie wurden in einem offenen Bewerbungsverfahren nach Motivation, fachlichen und sozialen Kompetenzen ausgewählt. Während der Organisation der Sitzung werden sie einzeln oder zu zweit in einem Arbeitsbereich (z. B. Venues und Catering, Abend- und Kulturprogramm oder Delegate Support) zugeordnet. Das Team wird von ein bis zwei Projektleitenden geführt.

#### Ausschussleitende
Die Ausschussleitenden sind unter der Leitung eines dreiköpfigen Präsidiums für die akademische Qualität der Sitzung verantwortlich. Sie sind jeweils einem Ausschuss zugeordnet, den sie leiten. Im Vorfeld der Konferenz stellen sie den Delegierten die inhaltlichen Schwerpunkte des jeweiligen Ausschusses vor. Während der Veranstaltung leiten sie das gruppendynamische Kommunikationstraining an, leiten die Diskussionen der Delegierten hin zu der finalen Resolution und koordinieren die Beiträge des Ausschusses während der Parlamentarischen Vollversammlung.

#### Sitzungsjournalisten
Die Sitzungsjournalisten unterstehen einer dreiköpfigen Redaktionsleitung; gemeinsam bilden sie das Medienteam. Ihre zentrale Aufgabe besteht in der multimedialen Dokumentation der Veranstaltung. Sie bereiten intern die Inhalte für die Teilnehmenden auf und haben extern die Kommunikation mit Presse und breiter Öffentlichkeit im Blick. Zum anderen wirken die Journalisten an der inhaltlichen Gestaltung mit, agieren simulativ als „vierte Gewalt“ des Willensbildungsprozesses und bieten den Delegierten inhaltlichen Input zu den Themen der Konferenz an.

#### Juroren
Die vierköpfige Jury überblickt das Geschehen während der Sitzung und bewertet die Delegierten während der Ausschussarbeit und der Parlamentarischen Vollversammlung. Sie findet ausschließlich im Nationalen Auswahlprozess Anwendung und bestimmt am letzten Tag der Sitzung diejenigen Delegierten, die die nächste Stufe des Schulwettbewerbs erreichen. Das Auswahlgremium besteht aus erfahrenen Alumni des Europäischen Jugendparlamentes in Deutschland e. V.

## Meinungen aus der Politik
Auch in der realen Landes-, Bundes- und Europapolitik findet das EJP zunehmenden Anklang. Die nachfolgenden Zitate stehen hierfür beispielhaft:
“Heute ist in Gefahr was Generationen über Jahrzehnte hart erarbeitet haben. 25 Jahre nach dem Fall des Eisernen Vorhangs, fragen sich immer mehr Menschen ob die alten Trennlinien vielleicht gerade in diesen Tagen neu gezogen werden. Umso wichtiger ist es, dass sich junge Menschen, wie Sie, mit großer Leidenschaft für ein freies und friedliches Zusammenleben in Europa engagieren und dabei nicht nur Grenzen, sondern Mauern in den Köpfen überwinden. Was manch einer nicht versteht, Sie aber schon, kein Land auf dieser Welt kann die vielen Krisen und Konflikte alleine lösen.” (Frank-Walter Steinmeier, 12. Bundespräsident der Bundesrepublik Deutschland)
“Demokratie leben! Demokratie braucht Demokratinnen und Demokraten. Über die Demokratie in Europa muss immer wieder offen und ernsthaft diskutiert werden – in den Parlamenten der Mitgliedstaaten, im Europäischen Parlament und in der Öffentlichkeit. Vor diesem Hintergrund trägt das Europäische Jugendparlament und tragen die Jugendlichen Europas elementar zu einer lebendigen Demokratie und zum Zusammenwachsen Europas bei. Sie sind eine innovative, impulsgebende Kraft, die Europa braucht!” (Andreas Voßkuhle, Präsident des Bundesverfassungsgerichts)
„Das Europäische Jugendparlament widmet sich mit seinem Schulwettbewerb einer immens wichtigen und anspruchsvollen Aufgabe – junge Menschen zu motivieren, sich für Europa nicht nur zu interessieren, sondern sich durch politische Debatten zentraler Themen sehr persönliche einzubringen.“ (Johanna Wanka, ehemalige Bundesministerin für Bildung und Forschung)

## Pressestimmen
- "Jugendliche engagieren sich für Europa"; Beitrag des "ZDF" vom 27. September 2019
- "Europäisches Jugendparlament tagt in Hamburg"; Beitrag "Die Süddeutsche Zeitung" vom 23. September 2019
- "Europäisches Jugendparlament: Schülerinnen und Schüler debattieren in Kiel"; Beitrag "SAT.1 Regional" vom 31. Mai 2019

## Abgrenzung
Häufig wird das EJP in der öffentlichen Wahrnehmung mit anderen Parlamentssimulationen verwechselt. Allerdings bestehen sowohl strukturelle als auch inhaltliche Unterschiede gegenüber Formaten wie MUN, MEP oder SimEP.

### Model United Nations (MUN)
Das Veranstaltungsformat Model United Nations (kurz: MUN) unterscheidet sich vom EJP in zweierlei Hinsicht. Einerseits dienen MUN-Veranstaltungen der Simulation der Vereinten Nationen, wohingegen das EJP das Europäische Parlament nachstellt. Andererseits vertreten die Teilnehmenden von MUN regelmäßig die Meinung eines ihnen zugeteilten Staates während die Delegierten des EJP ihre eigene Meinung erarbeiten und hierfür eintreten. Außerdem verzichtet dieses Format regelmäßig auf gruppendynamische Kommunikationstrainings und auf Sitzungsjournalisten.

### Simulation Europäisches Parlament (SimEP)
Die Simulation Europäisches Parlament (kurz: SimEP) folgt begrifflich dem EJP, indem es das Europäische Parlament darstellt. Zugleich beschränkt sich SIMEP auf zwei Veranstaltungen im Jahr und ist ausschließlich im Raum Berlin-Brandenburg tätig, wohingegen das EJP deutschlandweit agiert und bis zu zehn Veranstaltungen im Jahr organisiert. Ein weiterer Unterschied ist die klare Einteilung der Delegierten in EU-Mitgliedstaaten und europapolitische Fraktionen. Das EJP hingegen fordert die Delegierten auf, ihre eigene Meinung zu formulieren und zu verteidigen. Außerdem verzichtet dieses Format regelmäßig auf gruppendynamische Kommunikationstrainings und auf Sitzungsjournalisten.

### Modell Europa Parlament (MEP)
Das Modell Europa Parlament (kurz: MEP) entspricht zwar strukturell dem EJP, indem es das Europäische Parlament simuliert. Allerdings vertreten die Delegierten anders als beim EJP nicht ihre eigene Meinung, sondern argumentieren stellvertretend für den ihnen zugeteilten EU-Mitgliedstaat. Außerdem finden die MEP-Veranstaltungen immer in Berlin statt, wohingegen das EJP deutschlandweit erweiterte Parlamentssimulationen ausrichtet. Außerdem verzichtet dieses Format regelmäßig auf gruppendynamische Kommunikationstrainings und auf Sitzungsjournalisten.